# Трахтенберг Роман Львович
Трахтенберг Роман Львович (нар. 28 вересня 1968, Ленінград — пом. 20 листопада 2009, Москва) — російський шоумен, теле- і радіоведучий, актор, письменник.

## Біографія
Роман Трахтенберг народився і виріс у єврейській родині. Мати — стоматолог Тетяна Львівна, батько — Лев Глібович Горбанов. Сам Роман називав батьком сексолога й психотерапевта Льва Мойсейовича Щеглова (після смерті Романа, Щеглов відмовився від рідства). За словами Романа, батьки розлучилися, коли йому було близько року, і до 18 років він носив прізвище вітчима — Трахтенберг, що згодом також використав як артистичний псевдонім. Насправді ніякого розлучення і вітчима не було, за паспортом він завжди був Горбуновим.
За словами Трахтенберга, у другому класі школи він вступив до хореографічного училища ім. Ваганової, де провчився два роки. Насправді цього не було. За його словами, надалі він виступав у складі дитячого хору Ленінградського радіо і телебачення й одночасно займався в театрі юнацької творчості при Ленінградському палаці піонерів ім. Жданова. Після закінчення середньої школи вступив до ленінградського університету на факультет філології і мистецтв. У 1987 році був відрахований із другого курсу й призваний на службу в армію. Служив у військах зв'язку.
Після проходження служби в армії вступив у Ленінградский інститут культури ім. Крупської на факультет режисури театралізованих форм дозвілля. У 1999 році захистив дисертацію на тему «Відродження колективних форм дозвілля шляхом використання російського фольклору» (кандидат культурології).
З 1990 року намагався займатися бізнесом, певний час працював у своєму інституті, викладав клубну режисуру. З 1993 року став артистом кабаре «Артклініка» і директором «Формального театру» під керівництвом Андрія Могучого (сам Роман якось заявив, що його творче життя почалося зі співу під гітару в Казанському соборі).
З 1997 року Роман Львович — артдиректор, режисер і конферансьє петербурзького кабаре «Халі-галі». У 2000—2004 роках — провідної авторської програми на «Європі плюс», у 2003—2006 роках — ведучий авторських програм «Гроші не пахнуть», «Наступний» на «Муз-тв», з 2005 року — провідної авторської програми на «Русском радио». З 2003 по 2008 роки Трахтенберг володів «Трахтенберг-кафе», де влаштовував власні шоу. У 2000 році знявся в російському порнофільмі «Лука Мудіщев» у ролі оповідача. Після цього неодноразово запрошувався для роботи в кіно.
З 2008 року вів на радіо «Маяк» програму «Шоу Трахти-Барахти» зі співведучою Оленою Батіновою.
Помер 20 листопада 2009 року в Москві на 42-му році життя внаслідок серцевого нападу, після закінчення ефіру на радіо «Маяк».
У Романа Трахтенберга залишилися молода дружина (студентка медичного інституту) і двоє синів. Молодшому, від першого шлюбу, Львові Давиду, на момент смерті батька виповнилося тринадцять років; старший, двадцятилітній позашлюбний син Сергій, став спілкуватися із Трахтенбергом тільки незадовго до його смерті.
Роман Трахтенберг похований 24 листопада 2009 року за юдейським ритуалом на єврейській ділянці цвинтаря Пам'яті жертв Дев'ятого Січня у Санкт-Петербурзі.

## Фільмографія
Як актор знявся у фільмах:
- 2000 — «Лука Мудіщев»
- 2003 — «Російські спецзагони»
- 2003 — «Лінії долі»
- 2004 — «Гра без правил»
- 2005 — «Сутичка без правил»
- 2006 — «Щасливі разом» (серіал)
- 2006 — «Троє зверху» (серіалів)
- 2007 — «Будинок шкереберть»
- 2007 — «Гастролер»
- 2008 — «Шлях самця» (серіал)
- 2008 — «Даішники» (серіал)
- 2010 — «Generation П»

## Інші проєкти
Озвучив мультфільми «Правдива історія Червоної Шапки» (роль Кролика), «Переможець» і кілька комп'ютерних ігор.
Записав кілька музичних альбомів, серед них — «Кошерні пісні про головне». У 2009 році разом з іншими діджеями «Маяка» взяв участь у російському дубляжі фільму «Рок-хвиля» — озвучив персонажа Графа.